# Buddy Holly
Buddy Holly (n. Charles Hardin Holley, 7 septembrie 1936 - d. 3 februarie 1959) a fost unul dintre primii muzicieni rock and roll. Este considerat unul dintre cei mai influenți muzicieni ai perioadei. În 3 februarie 1959, zi cunoscută ca „Ziua în care muzica a murit”, Holly și-a pierdut viața într-un accident de avion lângă o fermă de lângă lacul Clear Lake, Iowa, S.U.A., alături de alți doi mari artiști ai vremii, Ritchie Valens și Perry Richardson (The Big Bopper). Buddy Holly este cunoscut pentru melodii precum "Everyday", "That'll Be The Day" sau "Maybe Baby". A avut o influență majoră asupra unor artiști precum Bob Dylan, Beatles, Rolling Stones și în general asupra întregului fenomen rock and roll.

## Biografie
Născut pe 7 septembrie 1936 în orașul Lubbock din statul american Texas, fiul lui Lawrence Odell Holley, a căpătat porecla "Buddy" de la mama sa (Ella Pauline Drake), care considera că "Charles Hardin e un nume prea lung pentru un băiețel atât de mic".
Buddy Holly a cântat în public pentru prima dată în perioada în care era elev la școala J.T. Hutchinson din orașul natal. În copilărie studiase vioara și pianul, însă primele acorduri la chitară le-a învățat de la fratele său Travis. Un moment important pentru artist l-a reprezentat concertul din anul 1955 susținut de Elvis Presley în Lubbock. Ulterior, într-un interviu acordat jurnalistului Ren Grevatt de la Billboard, Buddy Holly declara: "fără Elvis Presley nici unul dintre noi nu ar fi reușit". 
În 1955 participă la un spectacol în Nashville alături de Bill Haley și The Comets și este remarcat de Eddie Crandall, un căutător de talente, care îi obține lui Holly un contract (ianuarie 1956) cu casa de discuri Decca Records.
Artistul își formează propria formație, The Crickets, din care făceau parte Buddy Holly (voce și chitară),  Niki Sullivan (chitară), Joe B. Mauldin (chitară bas) și  Jerry Allison (tobe). Pe parcursul anului 1956 înregistrează mai multe piese pentru Decca Records, însă nici una nu obține succesul așteptat și în ianuarie 1957 casa de discuri decide încetarea colaborării.
Semnează contracte cu Brunswick Records și Coral Records, ambele fiind studiouri de înregistrări auxiliare ale Decca Records, iar în toamna anului 1957 piesa "That'll be the day" ajunge pe prima poziție în topurile americane și britanice. Au urmat, până în februarie 1959, o serie de hituri muzicale, unele cu notabile inovații în materie de tehnică vocala și de utilizare a unor instrumente specifice muzicii clasice în orchestrarea unor piese pop-rock, cum sunt: "True love ways", "Not fade away", Rave on", "Peggy Sue", "Peggy Sue got married", "Raining in my heart", "Maby baby", "You're the one", "Crying, waiting, hoping".
În 1958 a urmat turneul din Marea Britanie, turneu cu o influență majoră asupra cântăreților britanici, în discografia cărora se vor regăsi elemente de stil și prelucrări ale pieselor lansate de Buddy Holly și The Crickets.  
În același an cântărețul se căsătorește cu Maria Elena Santiago, jurnalist muzical din New York, care-l va inspira în scrierea piesei "True love ways".

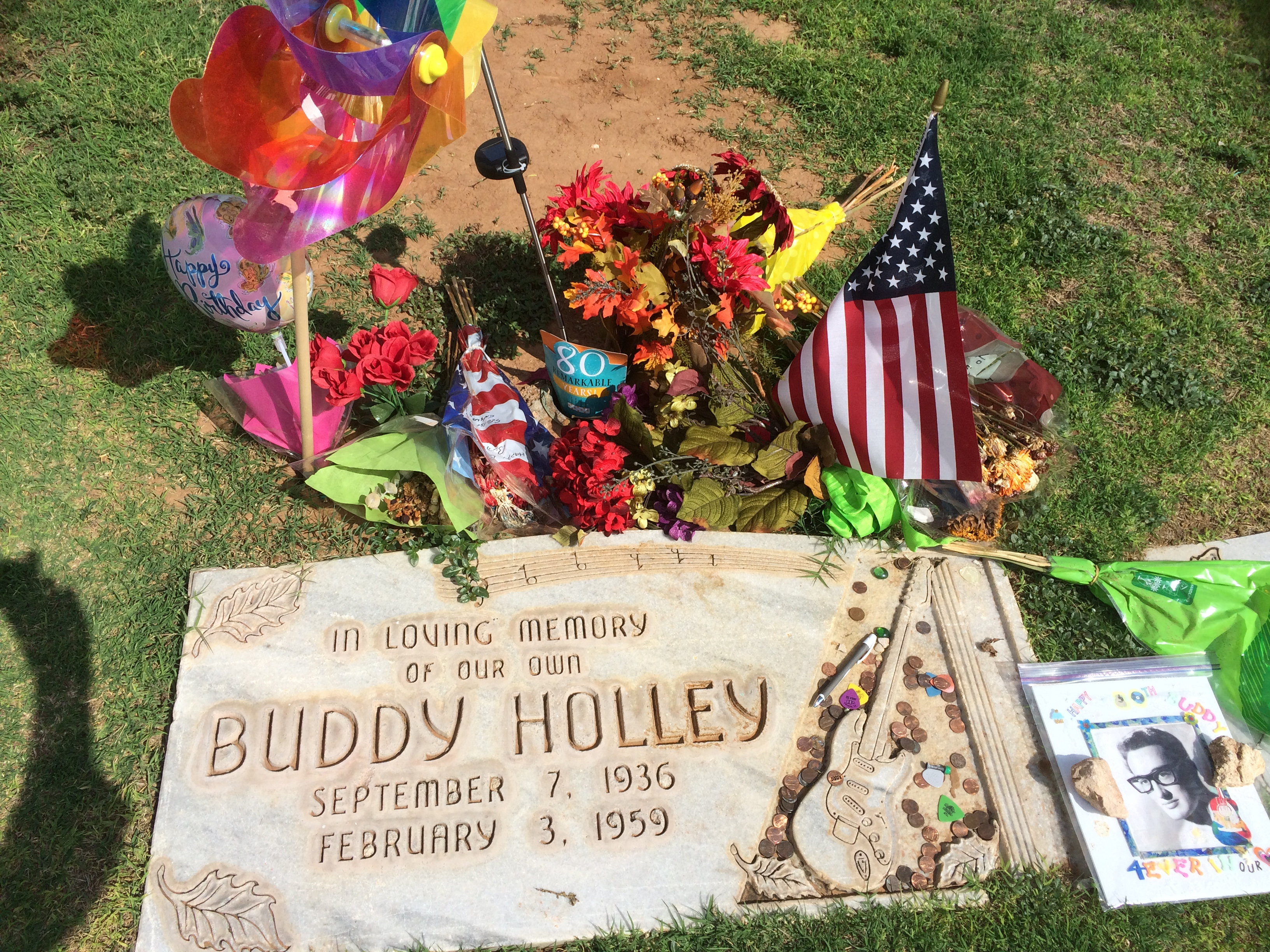
Mormântul lui Buddy Holly

Pe 3 februarie 1959, grăbindu-se către concertul din Clear Lake, Iowa, Buddy Holly, Ritchie Valens și Perry Richardson au închiriat un avion care, la câteva minute de la decolare, s-a prăbușit, toți cei aflați la bord decedând în tragicul accident.

## Discografie

### The Crickets
- The "Chirping" Crickets (1957)

### Solo
- Buddy Holly (1958)
- That'll Be the Day (1958)